# Petrovszk-Zabajkalszkij
Petrovszk-Zabajkalszkij (oroszul: Петровск-Забайкальский) város Oroszország ázsiai részén, a Bajkálontúli határterületen, a Petrovszk-zabajkalszkiji járás székhelye.
Előző neve Petrovszkij Zavod (1926-ig).

## Elhelyezkedése
A Baljaga (a Hilok mellékfolyója) partján, a Cagan-Daban- és a Zaganszki-hegység közötti völgyben, Csitától 413 km-re délnyugatra, Burjátföld határa közelében helyezkedik el. Vasútállomás (Petrovszkij-Zavod) a Transzszibériai vasútvonal Csita és Ulan-Ude közötti szakaszán. 
A város három részből áll: a vasútállomás melletti részből, a többségében földszintes faházakból álló régi városrészből, valamint a távolabbi, 4–5 emeletes lakóházak sorából, melyek egy része a sztálini korszakban, másik része a késő-szovjet korszakban épült (az ún. mikrorajon).

## Története
Korábbi neve (már 1734-ben) Mikirta, azonos egy helyi kis folyóéval. 1789-ben a területén vasolvasztó és vasfeldolgozó üzem épült, melyet átadtak az államnak és – I. Péter cár tiszteletére – Petrovszkij Zavodnak neveztek el. Ugyanígy nevezték a mellette kialakult települést, amelyet 1806-ban hivatalosan „faluvá” nyilvánították. Gyárában készültek a 19. közepén az Amur első két gőzhajójának gépei.
1830-tól 1839-ig itt tartották fogva a levert dekabrista felkelés 71 résztvevőjét, néhányukhoz később a feleségük is csatlakozott. A városban a Dekabristák Múzeuma őrzi emléküket.  Itt raboskodtak a garibaldisták, az 1863-as lengyel felkelés résztvevői, a narodnyik mozgalom egyes szervezői és mások is. 
1897-ben felépült a vasútállomás, és 1900-ban megérkezett az állomásra az első vonat. 1926-ban a település Petrovszk-Zabajkalszkij néven az újonnan felállított járás székhelye lett és városi rangot kapott. A világháborút megelőző években a kohászatot korszerűsítették, a gyár új üzemekkel épült. 1940-től a háború éveiben növelték az acélgyártást, 1941-ben megkezdték a hengereltárú termelést. 1939-ben üzembe helyezték a települést is kiszolgáló hőerőművet. 1968-ban megindult a városban az üveggyártás. 

### 21. század
A század elejére az üveggyárból semmi nem maradt. A kohászat megszűnt, 2002-ben a gyár végleg bezárt (korábban is már csak akadozva termelt). A gyártelep fokozatosan lepusztult, a 2010-es évek fotóin csak romos épületei láthatók.

## Népessége
- 2002-ben 21 164 fő[5]
- 2010-ben 18 549  fő volt.[6]